# Brye
Brye (wallonisch Briye) ist ein Dorf, das Teil der Gemeinde Fleurus in Belgien im Arrondissement Charleroi in der Provinz Hennegau ist. Brye war seine eigene Gemeinde bis zur Fusion der belgischen Gemeinden im Jahr 1977, als es mit Fleurus fusionierte.

## Geschichte
Am 16. Juni 1815 wurden Brye und die nahe gelegenen Höhen zusammen mit einer Reihe anderer Dörfer von der von Gebhard von Blücher kommandierten preußisch-sächsischen Armee besetzt und in der Schlacht bei Ligny gegen die von Napoleon Bonaparte kommandierte französische Armee des Nordens verteidigt. Auf den Höhen – dem höchsten Punkt der gesamten Position – stand die Windmühle von Bussy, die von Blücher und seinem Stab als Beobachtungspunkt genutzt wurde. Gegen 13:00 Uhr hielten hier Blücher, Wellington und ihre Mitarbeiter ihre Konferenz ab. Nachdem die Franzosen das Zentrum der preußischen Linien durchbrochen hatten, leistete eine preußische Nachhut in Brye einen starken Widerstand.

## Persönlichkeiten
- Joseph Ligot (1860–1894), Soldat und Kolonialadministrator

## Referenzen
- James Walter Haweis: The campaign of 1815, chiefly in Flanders. William Blackwood and Sons, Edinburgh 1908, Plan of the Battlefields of Ligny and Quatre Bras, facing page 150 (englisch, archive.org).
- William Siborne: The Waterloo Campaign, 1815. 4th Auflage. A. Constable, Westminster 1848 (englisch, archive.org).